# Corrado Giustozzi
Corrado Giustozzi (Roma, 29 aprile 1959) è un informatico, giornalista e scrittore italiano, divulgatore specializzato nell’ambito della sicurezza informatica, privacy, crittografia e criminalità informatica.
Noto con il nickname di Nightgaunt (ispirato alle creature fantastiche immaginate da Howard Phillips Lovecraft), è anche ludologo nei settori dei giochi d'intelligenza, di parole, enigmistici, logici e matematici, di ruolo, di simulazione, al computer.

## Biografia
Attivo dal 1985 sui temi della sicurezza nei sistemi informatici e telematici, in particolare nell'ambito della sicurezza informatica e degli aspetti giuridici, sociali e culturali di rischio nell'uso delle nuove tecnologie.
È perito del tribunale penale di Roma in materia di criminalità informatica.
È iscritto dal 1989 all'Ordine dei giornalisti come pubblicista, avendo al suo attivo oltre mille articoli di approfondimento tecnico e divulgazione scientifica sui temi dell'information security. Collabora con la rivista on-line di informatica giuridica InterLex sin dalla sua fondazione (1995), pubblicando articoli e saggi sui rapporti tra diritto, privacy, sicurezza e nuove tecnologie. Per la rivista Internet Magazine cura dal 2004 una rubrica sulla sicurezza della rete.
È stato fondatore e direttore della rivista Byte Italia (1997) con la quale ha collaborato sino alla sospensione delle pubblicazioni nel 1999. È stato vice direttore e direttore tecnico della rivista MCmicrocomputer con la quale ha collaborato ininterrottamente per vent'anni, dal numero 1 (1981) al numero 202 (2000).

### Esperienze e attività nel settore ludico

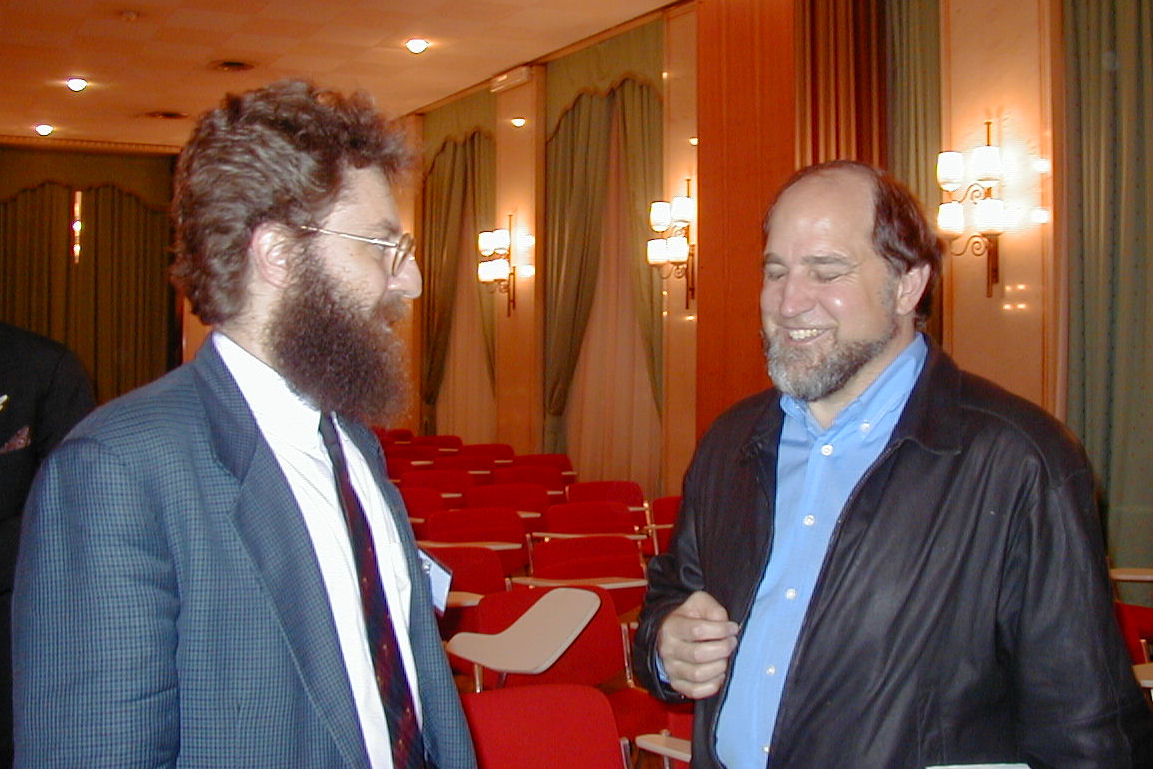
Corrado Giustozzi e Ronald Rivest (1999)

Ludologo nei settori dei giochi d'intelligenza, di parole, enigmistici, logici e matematici, di ruolo, di simulazione, al computer. In tali ambiti si è occupato specialmente di musica al calcolatore, gioco artificiale (in particolare scacchi al computer), ludolinguistica informatica, gioco di ruolo telematico, simulazione e realtà virtuale, computer grafica.
Sulle pagine di MCmicrocomputer ha condotto ininterrottamente per quindici anni (dal 1985 al 2000) la rubrica "Intelligiochi", punto di incontro di un'intera generazione di appassionati di informatica ludica.
Pioniere dell'utilizzo ludico della Rete, ha ideato e organizzato i primi eventi di gioco telematico in Italia, tra cui la prima campagna di gioco di ruolo online (Call of Cthulhu, 1993) e diverse edizioni della Caccia al Tesoro su Internet (Trofeo Le Chat d'Or di MC-link, 1996-1997). Ha contribuito a organizzare il primo torneo italiano di Doom in multiplayer (1994), realizzando anche lo scenario originale sul quale si è disputata la finale, svoltasi a Urbino nell'ambito del Festival Italiano dei Giochi.
Ha partecipato come conferenziere o esperto a varie edizioni delle manifestazioni Gradara Ludens, Estategiochi, Expo Cartoons, Festival Italiano dei Giochi, Invito alla Lettura e a diverse trasmissioni radiofoniche e televisive. Ha partecipato al LXI Congresso Nazionale di Enigmistica Classica (Assisi, 2003) con una relazione invitata su Enigmistica e computer.
Ha insegnato "gioco elettronico" nei primi corsi italiani di formazione per operatori ludici (Regione Toscana 1994, 2005). Ha sviluppato software specialistico di ludolinguistica per l'Istituto dell'Enciclopedia Italiana (incluso nel Vocabolario Italiano Treccani su CD-ROM, ed. 1998).
È autore del "Motore anagrammatico del Gaunt", il primo server Internet di generazione di anagrammi a frase in lingua italiana, accessibile in rete sin dal 1996.
Ha collaborato come consulente scientifico e tecnico alla traduzione e all'adattamento in italiano dei dialoghi di film di fantascienza quali Johnny Mnemonic (1995), The Net (1995), Guida galattica per autostoppisti (2005), nel quale ha prestato la voce a Gag Halfrunt, Sotto assedio - White House Down (2013), nel quale ha prestato la voce a una guardia del Campidoglio.

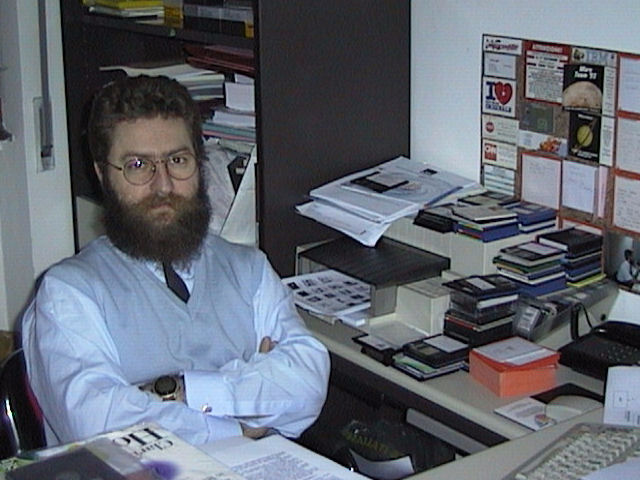
Corrado Giustozzi alla sua scrivania nella redazione di MCmicrocomputer (1996).

## Associazioni e riconoscimenti
È membro del comitato scientifico della Unità di Analisi sulla Criminalità Informatica della Polizia Postale e del Master "Information and Communication Security" della Scuola Superiore Guglielmo Reiss Romoli – TILS dell'Aquila.
È membro honoris causa per meriti alla carriera della IEEE Computer Society, e della ISACA (Information Systems Audit and Control Association).
Fa parte del Mensa, di cui è stato presidente dal 2009 al 2011.
Dal febbraio 2010 è uno dei membri del "Permanent Stakeholders' Group" di ENISA, l'agenzia europea per la sicurezza delle informazioni e le reti.
Il 13 luglio 2021 gli viene conferita la Laurea Honoris Causa in "ICT e Internet Engineering" dall'Università Tor Vergata

## Opere
È autore o coautore delle seguenti opere:
- (con Sergio Polini), OOP: Object Oriented Programming, Roma, Technimedia, 1991, ISBN non esistente.
- (con Andrea Monti ed Enrico Zimuel), Segreti spie codici cifrati, Milano, Apogeo, 1999, ISBN 88-7303-483-7.
- (con Paolo Galdieri e Marco Strano), Sicurezza e privacy in azienda, Milano, Apogeo, 2001, ISBN 88-7303-970-7.
- Capitolo: "Internet of Things e Cyber-Physical Systems: l'Internet delle cose insicure" / Internet delle cose. Dati, sicurezza e reputazione, a cura di Isabella Corradini, Franco Angeli, 2017,  ISBN 9788891759139[1]